# 少年陰陽師角色列表
少年陰陽師登場人物是關於小說、動畫《少年陰陽師》登場的角色（以及類似的非人類角色）的說明。關於聲優的記載除非另外說明，都是在動畫、廣播劇CD共同演出。

## 安倍家
安倍昌浩（聲：甲斐田幸、台灣：錢欣郁）
本作的主角，出身代代皆以陰陽師為業的安倍家族。
而且安倍昌浩有個無人不知、無人不曉的祖父——安倍晴明，他是歷代少有的大陰陽師，也就是大家常說的「那個」晴明。因為有個赫赫有名的祖父，所以昌浩常被叫作：「那個晴明的孫子。」對他來說，這真是非常非常討厭的事，不喜歡活在安倍晴明的光環下。立志一定要超越晴明，成為不用犧牲任何人的偉大陰陽師。
初登場十四歲（滿十三歲），因為一出生就擁有可以跟祖父安倍晴明匹敵的強大靈力而被認定為繼承者，但因為擔心擁有強大的靈力會招來妖怪的覬覦，因此在其三歲的時候被晴明暫時封住了陰陽眼。
在五歲的時候被晴明騙到貴船神社且被綁在樹上一晚，從此對晴明開始不再事事信任(真正原因是晴明不希望昌浩過度依賴自己)。
從小就被十二神將的騰蛇‧紅蓮所照顧，因過去要玩炭火時遭到紅蓮訓斥，故對於請或對不起等都能直率的說出來，但本人卻不知道其實他和紅蓮的相遇從他一出生就開始了。
其面容與晴明的亡妻若菜相似，與彰子相互愛慕。高龗神對他有點興趣，偶爾會附身在他的身上，並允許他稱呼自己為「高淤」。
在風音篇的最後以自己的生命為代價救回騰蛇，因為冥官的通融得以用「見鬼之力」作交換而重生。
在天狐篇中，因為體內的天狐之血因見鬼之力的消失而覺醒，因此被凌壽發現並作為引誘晴明和晶霞的餌，為了救彰子更釋放天狐的通天力量，令生命一度被天狐之血所侵蝕，最後靠著玄武與六合一再到道反取得道反之玉來鎮壓天狐之炎與回復見靈視力。
在珂神篇中因為無法保護在眼前受傷的彰子而受到嚴重的心之傷，直到玉依篇中得到海津見宮的玉依姬與「偉大的陰陽師」的開導才得以復原。
颯峰篇時被誤當是抓走疾風的異教法師，為證明清白而屢屢幫助天狗們。
竹籠眼篇的時候被陷害設計成殺人犯並詛咒皇后，在當今皇上的追緝下與螢逃出京城前往菅生鄉，之後事情結束後被皇上晉升為陰陽生，但卻決定留在菅生鄉和夕霧學習武術。
在屍櫻篇的一開始因為成親的急信，睽違三年回到京城，並參與了陰陽寮與祖父的猜謎對決，也因此成為脩子公主的御用陰陽師。
亦於此時再次出現了「失物之相」，因不明原因遭祖父與十二神將追殺。
後來才知道祖父是因與尸櫻融合所以才會尋求可以鎮壓尸櫻的祭品，也就是咲光映，後來才發覺尸櫻世界其實是陷入了死的循環，他所保護的尸與咲光映僅是在生與死之間不斷輪迴的殘片，後親手殺死尸。
道敷篇中接受一名被死纏身的女子的請求拯救其丈夫，並因此得知智鋪再次插手一切，後又殺掉被借屍還魂的真鐵。
藤原彰子（聲：小林沙苗、台灣：龍顯蕙）
左大臣藤原道長的女兒，小昌浩一歲。擁有一頭如瀑布般的美麗長髮，個性率真大方，擁有比昌浩更為強大的靈視力，被稱為「擁有當代最強的陰陽眼」，卻一點都不會覺得害怕，也因為本身有著敏銳的靈感能力，因此成為妖怪覬覦的對象。
在窮奇篇昌浩與她定下承諾會不惜犧牲性命來保護彰子，但對貴船山的事件中親手傷害昌浩的事耿耿於懷，並且得到永遠無法消除的詛咒，必需要有陰陽師常伴身邊才行。
現在半永久居住在安倍家，在外說起時以藤之花作為代稱，並與昌浩相互愛慕，而其身份更得到式神與雜鬼們認定為「妻子」，平時有朱雀、天一和玄武在身邊並與猿鬼等雜鬼們交好，平時喜歡上街與逛市集，而昌浩也想讓她不受拘束的過以前所不能過的生活，而同意讓她出門。
在天狐篇中因為太過思念昌浩而被一同回家的成親所發現，因此成親以「昌浩未過門的妻子」向外界作解釋，因其身分尊貴，不敢直呼其名諱，故和昌親稱呼她為「藤花小姐」。
玉依篇中陪同晴明與脩子公主前往伊勢。
從伊勢回來後便自願待在脩子公主身邊服侍她，並說出「只要公主願意，她會永遠服侍公主」，之後大家也直接以「藤花」稱呼她，不再稱呼她本名。
於道敷篇差點被道長強行帶走，後被脩子強硬地留下，因為彰子目前仍是侍奉脩子的侍女，事情結束後，卻說彰子可以離開她身邊，回到安倍家去。
安倍晴明（聲：麦人（祖父） / 石田彰（青年）、台灣：黃天佑（祖父/青年））
歷代少見的偉大陰陽師，年近八十，由天狐母親葛葉（晶霞）所繼承的強大靈力。擁有十二神將為式神，並以朋友相稱，但是自己決定的事情連神將也無法改變。以前也和昌浩一樣進行夜巡。極疼愛孫子昌浩，但因為太了解昌浩不服輸的個性，因此常常故意用激將法，對孫子冷嘲熱諷。昌浩因此非常討厭晴明，叫他『老狐狸』、『狐狸爺爺』（傳說中晴明的母親是狐狸，但昌浩生氣時常大罵晴明是狐狸，和一般常用來罵人的意義不盡相同，指的是會變形的狸貓）。使用離魂術時會顯現出靈力最強的年輕時代的身影，但也會造成身體強大的負擔，因此每次都會讓神將們（尤其是青龍與天后）相當的生氣。
在天狐篇中，在天狐之血與長久使用離魂術的影響下，身體終於支撐不住，甚至去到了三途河畔見到了哭泣的妻子，在冥官的默許下返回人間，但身體還是相當虛弱，最後靠著晶霞的天珠才得以延續生命。
在玉依篇中因為皇上的請求而前往伊勢。
屍櫻篇的時候因為不聽大家的勸阻而演變成與陰陽寮的對決，雖然結果雙方平手仍被成親用計趕去吉野的山莊靜養，但在去的途中失去聯繫，再次出現的時候帶領十二神將追殺昌浩等人。
安倍吉昌（聲：新垣樽助、台灣：李香生）
安倍昌浩的父親，安倍晴明的次子，在陰陽寮中任天文博士一職。吉昌的性格溫厚，工作也十分認真負責，深受部下信任。
雖然靈力以及操縱的法術方面沒有他的父親安倍晴明那麼厲害，不過跟陰陽寮的其他人員也算是數一數二。跟哥哥吉平比起來，在占卜術和預言方面稍微遜色，但是在作曆和風水方術上則略勝一籌。
屍櫻篇中代表陰陽寮與父親晴明展開猜謎對決，結果是雙方平手。
安倍露樹（聲：重松朋、台灣：錢欣郁）
安倍昌浩的母親。溫和的女子，沒有見鬼的能力，但身為安倍家的遠親又是與吉昌青梅竹馬的原故，因此對於奇怪的事非常有忍耐力。擅長家事，因此經常教導彰子一些日常技能，非常照顧彰子。
竹籠眼篇中為防止受到波及而被吉昌送回娘家。
安倍成親（聲：神奈延年、台灣：吳文民）
安倍家吉昌的長子，與昌浩相差十四歲的大哥，個性爽朗，不過作為晴明的嫡系子孫，跟晴明一樣有著狐狸般的一面。
其高超的言語技巧被認為與晴明最為相似，也常使昌浩佩服不已。
雖為文官，但是擁有不遜一般武官的身手，其原因是因為自幼即接受勾陣與朱雀的指導。
在昌浩出生前曾決定繼承晴明的名聲而努力學習，但昌浩出生後認為才能不如昌浩而轉向其他方面發展。
在陰陽寮中位居曆博士的地位，但因奉行準時下班與絕不加班的名言，以致於陰陽寮中時常出現曆生們尋找曆博士的景象。
而成親雖身為文官，但以前曾由勾陣及朱雀教導他劍術，因此為文武雙全的青年，孤身一人仍可力抗數名武士。
已婚，對象是名門藤原一族中有「竹取公主」之稱的參議藤原為則之女，平時絕少在外人提及妻子的名字（直到番外篇3才知其名），其家庭成員有妻子篤子（すみこ、聲：冰上恭子），長子國成（聲：木村遙），次子忠基（声：〆野潤子）及長女瑛子（聲：松山智美），並與妻子的青梅竹馬藤原行成交好。
很關心昌浩與彰子之間的感情，在一次偶遇因巧遇敏次，撒謊說彰子是昌浩的未婚妻，並衷心希望這個謊言能夠成真。
在風音篇最後時登場，奉命與昌浩前往出雲分別調查智鋪神社與山代鄉民失憶事件。
天狐篇登場時因埋頭趕路時遇到因擔心昌浩而趕來的太陰，馬上被帶去見昌浩，因此察覺昌浩失去了見鬼之力，並得知昌浩單獨行動的原因。
在竹籠眼篇一開始就遭到冰知驅使的疫鬼襲擊，導致性命垂危，後來靠著神將與昌親的幫忙降神，請來月讀尊才打破詛咒。
在屍櫻篇中已經晉升為陰陽博士，以晴明一事將昌浩從菅生鄉叫回來，之後代表陰陽寮與祖父晴明展開猜謎對決，偷偷拜託昌浩幫他作弊，結果是雙方平手。
過去曾與妖怪在無意中做出交出第四個孩子的約定，因此惱羞成怒的消滅那個妖怪，因昌浩與小野一族的強制婚約感到嚴重不爽，所以不希望妻子懷孕生子，但是妻子已懷第四胎，且因死之氣之故，孕期困難。
在番外短篇中，曾因看護昌浩的神將是紅蓮而遷怒其他神將，但是在趕去探望剛出生的昌浩時，虛張聲勢的趕走紅蓮後，才意外的發現到睡得香甜，絲毫不因紅蓮那淒厲到極致的神氣感到畏懼，以此為契，放棄了成為晴明的接班人，轉以輔佐昌浩為己任的修行。
自認與晴明、昌浩兩人之間的差異是在於驅使神將上。
安倍昌親（聲：杉山紀彰）
安倍家吉昌的次子。
與個性豪放張揚的長男成親相比，昌親給人以穩健文靜的感覺，尤其是靜靜地觀測星象時的神情，跟父親吉昌簡直一模一樣。
以認真聞名的天文生，明顯地繼承吉昌的血脈。已婚，與成親一樣住在妻子千鶴的娘家，現有一名六歲（滿五歲）的女兒·梓，於尸櫻篇中與成親家的孩子訂下婚約，兩家的婚約信物是成親家送給梓的蹴麴(繡球)，因為知道梓遺傳到其母的病弱，所以在彼此有共識，與昌浩因本人不知情的情況下的強制婚約的刺激下，結下婚約。
由於妻子自幼體弱，故十分愛護妻女，而妻子在生子時，安倍家亦全員出動為其祈福。
擅長由十二神將太裳所親授的弓術，因不擅長退魔術而決定成為天文生。
自知實力是安倍家最弱的，故擅長結界術等輔佐性質的陰陽術，原本打算輔佐成親，因擁有更強靈力的昌浩出生後，轉而輔佐昌浩，並且在昌浩一度失去陰陽眼時還忍真的考慮要將自己的「眼」移給弟弟。
在玉依篇中，奉天皇之命與昌浩追趕前往伊勢的晴明一行人，但因關心昌浩的「心之傷」而半途與益荒前往海津見宮。
在竹籠眼篇中幫助昌浩逃出京城。
屍櫻篇的時候因為通過考試而成為得業天文生。
安倍若菜（聲：鈴木菜穗子、台灣：雷碧文）
晴明的妻子，昌浩的祖母，娘家姓橘，擁有見鬼之力，膽子卻小的很，無論是神將或雜鬼在身邊都會被嚇的哭出來。是篁破幻草子中橘融的子孫
其見鬼之力連晴明也要讚嘆，過去曾遭來自西方的吸血鬼擄走，後來因此事與晴明結為連理，在明知晴明是人人畏懼的半人半妖，卻溫柔的接受、包容晴明的一切，所以她是晴明最重要的妻子，十二神將也十分尊敬她。
笨手笨腳，也十分膽小，剛嫁入安倍家時一直很怕到安倍家玩耍的小妖，也很怕神將們，曾為此哭著道歉。
在昌浩還未出生時就已經入鬼籍了，非常愛晴明，怕晴明因為太孤單，因此死後得到冥官的允許可以留連在三途河畔等著晴明，即使是非常的怕黑，仍執著的等待著晴明。
在風音篇結局時哀求冥官，才得以以昌浩的見鬼之力作為代價讓他復活，並因此背負打破禁忌的代價：昌浩的見鬼之力由她保管，但是如果因為不忍心而歸還這份力量，其結果將導致她與晴明兩人被打入比冥府更深的地獄。
在三途川河畔開導昌浩返回人間。
天狐篇曾到晴明的夢裡告知他昌浩喪失見鬼之力的事。
安倍吉平
安倍晴明的長子，現任陰陽寮中陰陽博士。
在竹籠眼篇的時候慘遭冰知驅使的疫鬼下毒，性命垂危。
屍櫻篇時已經晉升為陰陽助，並代表陰陽寮與父親晴明展開猜謎對決，結果是雙方平手。

## 十二神將
紅蓮/騰蛇（聲：小西克幸、台灣：吳文民）
十二神將之一的火將，兇將，司掌「驚恐」，四鬥將之一，愈是陷入絕境時，愈能突顯出猛烈似火的本性，其戰鬥力排十二神將之首。
身材高大，頭戴金色頭箍，相貌精悍，有一對如火焰般燃燒的金色眼睛，紅色短髮，個性沉穩，知道自身的力量過於強大，所以在細節上也有所注意，愛恨分明，是十二神將裡最不講情面的，是十二神將裡唯一一個可以憑藉自身神氣就能製造武器的神將，做出來的武器因為是神氣的具現體，所以可以視戰況選用武器，拿手的是戟，且一旦被砍傷就會燒灼對手直到化為灰燼，偶爾會跟勾陣借武器用，平常是使用紅色火焰蛇，通力全開的話是銀白火焰蛟。
雖然被同胞所畏懼，其實自身就算不用封印也下意識的限制自己使用力量，連脾氣也有所克制。
因為自身是人類對力量的渴求卻又畏懼的具現，所以很清楚同胞對他的畏懼，只要沒事就不出現，直到昌浩誕生後才常常待在安倍家擔任年幼的昌浩的守護者，即使到了現在也還是一直守護昌浩。
一牽扯到晴明和昌浩的事就會變得焦躁，這點對所有十二神將都是相同的，且有著不惜違背主人的命令與天條也要守護主人的決心。
額頭上的金色頭箍是他拜託晴明幫他做的封印，目的是封印住自身的強大神力，所以平時都是壓抑著力量，但有過因為失控而震碎封印的事，後來也曾因為情況緊急而暫時取下封印(例如勾陣因生命垂危而大鬧時)。
因為昌浩是唯一接納他的晴明子嗣，在昌浩出生時就看出昌浩體內潛藏著連晴明也望塵莫及的力量，且是除了晴明外唯一會對他笑的人，因此十分溺愛昌浩。話雖如此，對待昌浩也十分嚴格，昌浩只要一犯錯就會嚴厲的教訓他，但是在玉依篇時，因為太了解昌浩，所以沒辦法分擔昌浩的心之傷，只能在一邊默默守護。
知道昌浩和彰子的感情，因為人類的規範而導致的障礙對此憂心忡忡。
晴明在最後去尋找騰蛇時，因體力消耗過度，在恍惚中看見單純的因騰蛇神氣而掀起的紅色火焰，認為騰蛇的煉獄業火像是紅色的蓮花般，在寧靜的水池中盛開，因而為名，目前除晴明外，只有昌浩能叫。
神將裡唯一可以稱呼高龗神另一名字「高淤」的人，另外也是極少數敢跟高龗神對嗆的神將，曾要脅過會燒了整座貴船山，另外因玉依姬一事，代替昌浩去參見高龗神時也曾故意找祂的碴，把旁觀的天一與太裳給嚇壞了。
過去受到榎笠齋的操縱而曾差點殺死晴明，且又因過度的絕望與悲傷導致失控而殺死笠齋，一直對此事非常自責，這件事被智鋪的宮司利用，結果遭到風音施下的縛魂術，靈魂被黃泉的屍鬼取代。
昌浩曾利用軻遇突智之焰和朱雀的大刀殺死被黃泉屍鬼附身的紅蓮（騰蛇），紅蓮雖然能以小怪的型態復活，但是失去了記憶，最後在天狐篇恢復記憶，不過本人不知道在黃泉之門前的事，知道這件事的勾陣與青龍對此完全保持沉默。
颯峰篇時因為被天狗稱為使魔，自覺受到十分嚴重的羞辱，因此一直跟天狗處的不好，又為了阻止天狗統領颶嵐而害他受傷，導致與天狗之間的嫌隙更深，甚至因此受到不平等的待遇，結果惱羞成怒的將天狗連同建築一起炸飛，也因此連同勾陣一起被天狗們囚禁，最後為了幫助昌浩而冒險呼喚高靇神，又成為替身，承擔所有天狗與勾陣的詛咒，只為了不讓昌浩對天狗許下的諾言破滅。
在竹籠眼篇的一開始被螢成功治好，之後便隨昌浩等人前往菅生鄉，不過遭到詛咒，右手被蟲寄生，無法發揮戰力，最後由夕霧為其解除詛咒，在昌浩決定跟隨小野一族修行時，與昌浩一同留在菅生鄉。
尸櫻篇的一開始跟隨昌浩返回京城，之後遭到青龍、朱雀和太陰攻擊，第三集時被朱雀的弒神大刀所殺，但勾陣說過他還活著，只是神氣消失而已，第四集時聽到昌浩的呼喚而趕至昌浩身邊。
平日裡是化成白色異形之姿跟隨在昌浩身邊。
因為過去常被晴明叫去見剛出生的嬰兒，而嬰兒往往被他嚇到大哭，所以有很嚴重的心理陰影，而昌浩是唯一沒哭還對他笑的嬰兒，以此為契機被晴明委任為昌浩的保母，但是平日裡是絕不會踏入有幼兒的房子裡，也因此是被昌浩說紅蓮與其說是討厭小孩，還倒不如說是害怕被小孩討厭。
小怪（聲：野田順子 / 大谷育江【僅限在廣播劇中做過代理】、台灣：龍顯蕙）
紅蓮平時化身的異形姿態，聲音高亢清亮，像小孩子，個性活潑輕快，跟原來的姿態紅蓮有著十萬八千里的差距。
它的身體像隻大貓，但既不是真正的貓也不是狗，更不像其它任何一種動物，它的額頭上有著紅色的印記，看起來像朵花，同時這也是封印的表示，若是微微發亮就表示沒有封印，長長的耳朵垂掛在後面，脖子周圍環繞著勾玉形狀的突起物，眼睛圓滾滾的，其顏色為紅，是表示他犯下的罪，但是昌浩卻將之比喻為夕陽的顏色。
另外這模樣其實是紅蓮希望當時被封印見鬼之力的昌浩能看得見他，所以才會希望能以這模樣出現在昌浩面前，即使在昌浩失去見鬼之力後，也依然能看得見小怪的模樣。
雖然它的模樣相當可愛，但很顯然地就是個怪物，但是昌浩卻喜歡叫它「怪物的小怪」，不過，它本人並不喜歡這種稱呼，因為所謂的「怪物」，其實是懷著怨恨的幽靈變成的，認為與自己這種可愛異形的妖怪是截然不同的。
但昌浩卻認為「沒關係啦，沒什麼差別吧」，於是它就在不情願也無可奈何的情況下被稱為「小怪」了，不過被准許叫這個名字的人只有昌浩跟彰子，其他人叫的話會被他瞪或口頭警告，因為本性是最兇的兇將，所以很恐怖。
話雖如此，對於知道他的本性的吉昌等人每次看到他與昌浩之間的相處，經常會被嚇到，因為體型適合，常常被昌浩當成圍巾或溫石使用。
它的長相可愛，嘴巴卻得理不饒人，態度也桀敖不馴，對於任何對昌浩有害的人（尤其是敏次）、事皆抱有敵意，因為敏次曾對昌浩很不禮貌，所以對他做過飛踢，甚至故意在他面前現出原形等等的惡作劇。
屍櫻篇中不再對敏次抱有敵意，因為敏次曾經在籠目篇中幫助昌浩逃離追捕。
曾當過昌浩、彰子和勾陣的枕頭。
勾陣（聲：早水理沙、台灣：雷碧文）
十二神將之一的土將，和紅蓮一樣同為凶將，司掌「鬥訟」。
神將中戰鬥力僅次於紅蓮，為四鬥將中的一點紅，個性冷靜頑固，會先退一步縱觀全局，並不像其他神將那樣排擠紅蓮，算是他的知心朋友，在晴明接受試煉時，唯一一個要求晴明要收服騰蛇才願意臣服於他的神將；口才之好，很少人辯得過，比古篇時因為死都不願去碧端之海療傷而跟紅蓮吵架，結果被紅蓮以強硬手段送去。
有時會對紅蓮提出建議，不過紅蓮常常早就把她所建議的事項履行，所以只有在這件事是啞口無言。
知道紅蓮是不想造成同胞過大心理壓力才會遠離他們，是神將裡唯一敢對紅蓮動手的人，知道觸犯天條的紅蓮是最痛苦的人，所以毫無怨言的接下「如果他再度失控，就算殺了他也要阻止」的請託。
因為好奇紅蓮長時間待在人間的理由，所以有一陣子都是隱身觀察，是神將裡最清楚紅蓮是如何疼愛、養育昌浩的人，因此對於將紅蓮徹底改變的昌浩深感興趣，後來接受晴明的命令改而守護昌浩。
她亦是一名左撇子，右手靈活如左手，故天空給她使用的武器是兩把筆架叉，不過知道這件事的人只有天空和紅蓮，但是天空是為了做武器才會知道勾陣是左撇子，而紅蓮卻是在連本人自認瞞得很好的情況下知道勾陣是左撇子一事。
五十年前晴明將「慧斗（けいと）」這言靈當成王牌給了紅蓮，希望他未來要是勾陣發生危險暴走時可以用來阻止勾陣繼續暴走。
因此紅蓮是神將裡唯一可以無條件束縛住勾陣的神將，為了避免這種情形發生，平常稱呼勾陣為「勾」。
「慧斗」這個名字的日文發音與兩大兇星之一的「計都」同音。
在玉依篇時因為冥官之故，導致神氣被奪走，結果因此惱羞成怒，甚至將筆架叉交給紅蓮，要他看見冥官先劈了他再說，在異界裡一直大發脾氣，直到紅蓮從伊勢回來罵了她一頓後才冷靜下來。
颯風篇時因為是女性，所以被天狗們下意識的當成弱者，也因此緣故被當成牽制紅蓮的枷鎖，在紅蓮以強硬的手段召喚高龗神(屬性相剋之故，所以身為火將的紅蓮召喚水神的高龗神會負擔過重)，又成為替身承擔所有詛咒，因此是氣到直接拿異教法師發洩所有怒氣，也順便刷新天狗們對女性神將的認知。
竹籠眼篇時跟隨昌浩前往菅生鄉，並一起留在菅生鄉。
尸櫻篇一開始隨著昌浩返回京城，目前與昌浩等人遭到晴明與其他神將的追殺。第三集時遭到屍的利用而導致神氣被剝奪，奄奄一息。
六合（聲：高橋廣樹、台灣：曹冀魯）
十二神將之一木將，吉將，司掌「慶賀」，個性沉默寡言，十分擅長看人，看似沒有主見，其實是認為每件事都有背後都有一定的理由，極少數不對紅蓮有任何偏見的神將。
有著一頭咖啡色長髮，右頰有一個胎記，擅使槍術，是十二神將中裝備最多的一個，但是這無損他身為鬥將的身分。
戰鬥力排十二神將之四，四鬥將之末。
常在晴明周圍隱形，最近收到晴明的命令保護昌浩，初時對於紅蓮的改變瞠目結舌，之後甚至也會和紅蓮鬥嘴，勾陣曾說過「在我們之中，最重感情的就是六合了吧。」
對於紅蓮為什麼會不惜一切代價的守護昌浩不解，直到貴船一役才知道原因，在那之後就出於自願的跟隨昌浩，在他答應保護彰子上街時，此事也嚇壞不少神將。
跟風音有情愫，允許她稱自己為「彩輝（さいき）」，彩輝的名字寓意著驅散黑暗的朝霞。
除了紅蓮外，第二個觸犯天條的神將，不過是出於自願，為了替被利用至死的風音復仇。
後來從大蜈蚣那裡得到風音從不離身的勾玉項鍊，裡面其實封印了風音的靈魂，之後幫助風音的靈魂重回軀體。
尸櫻篇中到處尋找晴明的下落，無意間救回安倍昌親的女兒。
青龍（聲：森川智之、台灣：李香生） 　
十二神將之一的木將，吉將，司掌「福助」，因為名字裡有「龍」這個字，同時也有水的屬性。個性剛直、頑強，有一雙犀利的深藍色眼眸，一頭藍色長髮隨性地綁在頸後。
因為紅蓮觸犯過天條，故將視紅蓮為叛徒，兩人水火不容，處於敵對狀態，使用的武器是巨大的鐮刀。
他還有另一個名字「宵藍（しょうらん）」，但是只有晴明可以這麼喚他，戰鬥力排十二神將之三。。
說過紅蓮要是再觸犯天條絕對會動手殺了他，對於紅蓮守護昌浩的事深感厭煩，直到親眼目睹沉睡在昌浩體內的力量覺醒，甚至安撫鎮壓了失控的紅蓮才明白原因，不過仍是不願承認昌浩，雖有所緩和。
屍櫻篇時因晴明的命令而追殺昌浩等人。
朱雀（聲：鈴村健一、台灣：吳文民）
十二神將之火將，兇將，個性爽朗，但一牽扯到天一就會失去理智，使用巨大的劍斬殺敵人，相對於騰蛇那燒盡一切的地獄業火，朱雀的火焰則是擁有淨化之力的淨化之炎。
是十二神將裡唯一可以斬殺同胞的神將。
額頭上綁的領巾是天一的東西。
與天一是戀人，為了她可以把自己的一切都奉上。跟上一代天一是好友，亦是唯一知道上一代的天一身亡內幕的神將。
繼天空之後，第八位服從於晴明的十二神將。
颯峰篇時與天一多次幫助昌浩。
屍櫻篇時因為晴明的命令而追殺昌浩等人。
天一（聲：田中理惠、台灣：錢欣郁）
十二神將之一的土將，本名是「天乙貴人（てんおつきじん）」，司掌「豐收」。
個性溫柔婉約，但其固執程度連善於說服人的勾陣也沒轍，與朱雀是戀人，朱雀稱她「天貴」，有轉移能力與編築結界的能力，所謂的轉移就是把傷害或詛咒轉移至自己身上，若傷害或詛咒太強大，可能導致喪命。
跟其他神將略不同的地方在於她是重生的神將，重生後的天一跟朱雀約定「不會再讓他傷心」，沒有戰鬥能力，結界能力排行神將中第三。
繼天空之後，第四位服從於晴明的十二神將。自從彰子來到安倍家後，大部分時間都是由天一陪伴，和彰子感情十分融洽。
颯峰篇時與朱雀多次幫助昌浩。
前代天一似乎是受到某人的召喚而到尸櫻界，卻被當成替代品獻給尸櫻而身亡。
太陰（聲：今野宏美、台灣：錢欣郁）
十二神將之一的風將，擅於操縱風，個性活潑、但粗枝大葉，可用讀風傳達事情，風流可帶人到達目的地，但是卻有點粗魯，且不喜歡太瑣碎的事。
討厭噁心的妖怪，常和玄武鬥嘴。
天狐篇時，一直很擔心壓力過大的昌浩，後來想到正在趕往這裡的成親，二話不說直接殺去接成親過來，卻忘了把成親的盤纏和行李一起帶走。
非常害怕紅蓮，後來在紅蓮非常少見的發飆後更加的懼怕，其次害怕青龍，同樣的也害怕被白虎的長時間訓話。繼天空之後，第七位服從於晴明的十二神將。
珂神篇時因為力量耗盡，眼睜睜的看著彰子被珂神比古殺害，雖然事後知道那只是靈魂，但仍受相當大的打擊，有好一陣子都無法振作。
屍櫻篇中在晴明的命令下追殺昌浩等人，後來才知道，在晴明要淨化尸櫻時，於緊要關頭突然現身導致功敗垂成。
玄武（聲：皆川純子、台灣：龍顯蕙）
十二神將之一水將，兇將，個性淡漠，看似與太陰年齡相仿，總是會面無表情的吐太陰的槽，可使用水鏡來看到已知對方所在的人、事、物。基本上是無戰鬥能力，但有時水能成為他的武器。擅長結界與防禦，通天力排十二神將之末。繼天空之後，第二位服從於晴明的十二神將。
對一名人類小女孩懷有情愫，但是知道小女孩之所以能感覺到他是因為過去視覺被封印的緣故，封印解除後這個能力就會消失。
天后（聲：桑谷夏子、台灣：龍顯蕙）
十二神將之一水將。溫柔嫻淑但固執，不容許瑕疵的性格令她不大喜歡騰蛇，在具戰鬥力的八名神將中排行末位，因此轉而變成後援角色。與玄武一樣能使用水鏡，需要時可利用水鏡與玄武聯絡。繼天空之後，第五位服從於晴明的十二神將。
尸櫻篇中和太裳一同保護成親與成親的妻子。
在若菜還在世的時候，與天一一起擔任守護安倍家的職責，因為兩人的神氣是最溫和的，可惜若菜還是很怕。
即使知道昌浩是晴明的唯一繼承人，還是很討厭昌浩。
白虎（聲：中多和宏、台灣：李香生）
十二神將之一的風將，屬性為金。
白虎對玄武跟太陰來說，是如同父親的存在，能力跟太陰相仿，與其粗曠的外表不相符的是擅長仔細的工作。
當太陰犯錯時則會對太陰進行長時間的訓話。
繼天空之後，第六位服從於晴明的十二神將。
原本不認同昌浩，但是在貴船神社親眼目睹昌浩解放了高龗神，甚至安撫了所有十二神將都要耗盡全力才能鎮壓住的失控的紅蓮，轉而服從昌浩。
不知道紅蓮到底封印了多少力量，直到紅蓮因為自責無法守護昌浩而失控才知道紅蓮封印多少力量。
對紅蓮與昌浩之間的關係，說法是「紅蓮與其是像保母，反而是神將中最溺愛昌浩的人」。
因昌浩之故所以跟紅蓮之間的關係轉為視紅蓮為值得信賴的夥伴，在珂神篇時協助紅蓮割破給予大蛇力量的雨雲，亦協助昌浩救助比古，並帶著昌浩前去淨化與鎮壓大蛇。
天空（聲：有川博、台灣：李香生）
十二神將之一的土將。是最先服從晴明的神將，十二神將之首，其他神將尊稱他為「翁」，能約束其他神將的存在。
可以使用最強力的防禦術，唯一使出全力才能勉強鎮壓騰蛇的神將，擁有創造無機物的能力，青龍的大鐮刀及勾陣的筆架叉、六合的銀槍，還有朱雀的大劍就是出自他之手。
鮮少出現在人界，與太裳一樣長時間待在異界，在神將們住的異界一角張開結界守護他們。
玉依篇時受命代替晴明看守安倍宅，因為安倍宅鎮守著鬼門。
對勾陣也是完全沒轍，所以對能在一定程度上壓制勾陣的紅蓮有相當的信任，唯一能暫時取下紅蓮封印的神將，在青龍找紅蓮的碴時也會適時阻止。
竹籠眼篇時協助成親與昌親進行月讀尊的降神儀式，藉此淨化掉冰知下在成親體內的詛咒，與冰知故意在京城中散布的蟲。
尸櫻篇中和天后一同保護成親與成親的妻子。
太裳（聲：松風雅也）
十二神將之一的土將，性格沉穩，平常很少看見他，與天空一起待在異界的時間最多。
有一段時間都跟在大哥成親的身邊，二哥昌親的弓術是他教的，行為舉止也受太裳影響，結界能力排行神將中第二。
十分關心神將中弱質的女子，話雖如此，能很細心地察覺到其他神將的動向，繼天空之後，第三位服從於晴明的十二神將。
有點少根筋，所以常被青龍罵。

## 其他・主要角色

### 都城的人們
藤原道長
彰子的父親，這個國家數一數二的藤原一族之長。在與姪子的政爭勝利後成為國家最高的權力者，任職左大臣及內覽。
藤原行成（聲：關俊彥）
被稱為藤原一族中最有實力的明日之星，兼任右大弁及藏人頭，成為道長與天皇的親信。與成親交好並且是成親妻子的青梅竹馬，因為受過晴明的幫助，因此自願成為昌浩的受冠者與輔佐人。
藤原敏次（聲：福山潤）
比昌浩大上三歲的陰陽寮前輩。本身並沒有見鬼的能力，但為了死去的哥哥的願望，憑著自身的努力而成為優秀的陰陽生，善於面相。敏次為人正直，對於他人的缺失都能坦言以告，對於剛進陰陽寮的昌浩可說是非常照顧，但是在某個夜晚看到夜巡的昌浩認為對工作不認真，只是依靠家族的力量，因此對昌浩抱有敵意，之後見昌浩努力工作的態度後才又對其改觀。
在風音篇中，為了替行成驅除怨靈，卻反被附身並偷取了詛咒之玉，而對藤原行成下詛咒。最後惡靈散去、詛咒反撲時被天一所救，因此稱天一為「天女大人」。平時小怪對於敏次對待昌浩過於嚴厲的態度非常反感，因此只要敏次出現在昌浩面前時，都會作出各種幼稚的行為，因此令六合與昌浩時常覺得小怪與神將騰蛇是不一樣的兩個人。
在昌浩被誣陷，四處逃避追殺時，無意間發現到躲起來的昌浩，因此時湊巧碰上檢非為使，說謊欺騙檢非為使，庇護了他。
脩子内親王聲：谷井明日香）
現任天皇的第一公主，母親是皇后定子，弟弟是敦康親王，妹妹是媄子內親王。
一条天皇與皇后藤原定子所生的女兒，因為擁有皇室天照大神的血脈，因此擁有強力的靈力，以及見鬼之力。
在風音篇中因為弟弟敦康親王的誔生，而感到非常的寂寞，因此被風音所利用，並打開了黃泉瘴穴，但在昌浩的努力下想起母親的愛，之後也在天狐篇與玉依篇中協助昌浩。
非常信任以及喜歡風音，只要風音在身邊就會安心。
在玉依篇中開始對於侍女阿雲有恐懼，因為長久恐懼的累積，在後來一見到返回都城的風音後便抱住她大哭。
在玉依篇中因為身為天皇之女擁有神的血統，因此被選中為天照大神的降臨容器（憑依）而準備送往伊勢齋宮，彰子和晴明也被選為陪伴者同去。是此篇重要人物。
尸櫻篇中，在晴明與陰陽寮比賽後，向父親請求希望能指定昌浩為她專用的陰陽師，成親對此認為她的眼光之準，深感佩服，因為昌浩若扣除經驗，其實力僅次晴明。
道敷篇的最後，因咳出魂蟲，被黃泉之女抓走魂蟲。
一条天皇
當今的天皇，年紀與昌親差不多。雖然身為天皇卻沒有任何的實權。
藤原定子
天皇的中宮，後遷為皇后，是道長的侄女，彰子的堂姊。脩子内親王、敦康親王及媄子內親王之母。
在竹籠眼篇時，用自己的生命換取腹中胎兒的降生，腹中的胎兒即是媄子内親王，在生下媄子內親王後過世。
藤原章子（聲：小林沙苗）
彰子同父異母的姊妹，年齡相仿，相貌也幾乎相同，連父親道長都會認錯，自出生以來一直跟隨彰子做同樣的事。
代替中了窮奇詛咒的彰子進宮，先是女御，住在藤壺，後因病退回土御門府，再入宮時為中宮。
對昌浩有愛慕之心，同時為自己要永遠做彰子的影子而難過。
在天狐篇中，被丞按利用，而同時中了羅剎及天狐的詛咒，令彰子要入宮隱瞞她失蹤之事，最後用凌壽的天珠救回。
在天皇前來探視時，天皇認為叫彰子（akiko）有種秋天哀傷的感覺，而後說她有像笙（shou）一樣好聽的聲音，所以改叫她章子（shouko），讓章子感到相當開心。（註:日文的'秋'發音為aki，而akiko跟shouko同樣都可以寫成彰子）
在皇后定子過世後，撫養敦康親王和媄子內親王。
在尸櫻篇時，於射覆競賽中給了一件櫻色的唐衣當謎題，不過被昌浩施法，請木花開耶姫降臨，變成了片片散落的櫻花，只剩下白色的唐衣。

### 人外之者
高龗神（聲：田中敦子、台灣：龍顯蕙）
列入創世紀中的天津神，貴船的龍神。在藤原圭子事件中，因為被昌浩從異邦妖怪束縛中解放出來，而幫助他們。是位女神。還在高天原時叫闇淤，在人間又名高淤神，特准昌浩可叫她高淤，每次將在事情發生前會附身在睡著的昌浩身上對小怪他們放出警告。似乎蠻喜歡昌浩的，多次幫助他們，曾救過昌浩的命，以及借給他可弒神的火燄還有告訴他救回紅蓮的方法。和天狐晶霞是相識多年的老朋友，與出雲之國的道反大神是姊弟。
雜鬼
生活在京都的善良的小妖怪們，平時以整昌浩為樂，只要發現昌浩巡夜的途中，便會一擁而上的壓在他身上（晴明曾說這一天一壓是難得的奇景），但雖然時常被怒喝卻仍是面不改色惹惱昌浩的小妖們，對於失去陰陽眼的昌浩卻會放他一馬，因為他們說「欺負看不見的人是不道德的」。也由於與昌浩的感情很好，因此時常提供京都內發生的各種情報，在彰子住進安倍家後，也時常到安倍家找彰子聊天。
於颯風篇時，因為昌浩敏銳的察覺到他們而逃過一天一壓，所以對小怪說以後不會再繼續壓昌浩了。
在竹籠眼篇時，因昌浩遭到陷害，在逃出京城時，全部小妖總動員，演出壯觀的百鬼夜行，以妖氣掩護他們成功逃出。
猿鬼（聲：伊丸岡篤）・獨角鬼（聲：大黑優美子）・龍鬼（聲：寺田春日）
與彰子感情最好，他們的名字也都是由彰子所取的。
車之輔（聲：小西克幸）
詭異的牛車，沒有牛的牽引靠自己的力量奮力疾行的怪物車。暱稱是「車之輔」。這是昌浩給取的名字。 在番外篇1中成為昌浩的第一個式鬼，平時居於安倍府邸前的一條戾橋下。體積龐大，性格善良，喜歡在半夜散步。與昌浩語言不通，平時靠小怪在旁充當翻譯，現在是昌浩最佳的代步工具。
在屍櫻篇時，昌浩已經能靠自己明白車之輔說的話，因此不再需要小怪協助翻譯。
冥府官吏（聲：谷山紀章）
三途河的守衛之一，其身份為作者的另一部作品篁破幻草子的主角「小野篁」。精悍的面容，與紅蓮差不多的身高，外表看來約二十多歲。
身著暗墨色的狩衣，時常在黑暗無光的夜裡出現。
在天狐篇開始時得知他是允許晴明的妻子若菜待在三途河畔等待晴明的人，也是允許昌浩返回人世但需用最重要的「見鬼」能力作交換的人。
在玉依篇中，現身警告晴明有關京城雨下不停的事情，並強行奪去「五行之將」（金（風）－白虎、木－青龍、水－天后、火－朱雀、土－勾陣）的神氣以封印暴走的龍脈，並且警告昌浩不要墜入鬼道。
是所有神將的天敵，連晴明也十分怕他。
在昌浩的通緝被撤銷後，曾久違的回到菅生鄉走走，卻偏偏遇上了勾陣，而差點給菅生鄉帶來大麻煩。

### 道反
風音（聲：折笠富美子、台灣：雷碧文）
企圖想取晴明與昌浩性命的人，實際上是道反巫女與道反大神的女兒，但智鋪的宮司卻騙風音說她是榎岦齋與巫女的女兒藉此利用她解除道反的封印，連接黃泉和人界，以救出被安倍晴明和騰蛇打落黃泉的母親。
和神將六合間有著特殊的情感，在知道一切真相後被黃泉的餓鬼殺害。
昌浩在年幼時曾差點被推入水池中，禍首就是風音。
之後得到父親道反大神的協助救回其靈魂並附在勾玉上交給六合保管，其肉體則在道反聖域中接受淨化。
珂神篇中因肉體遭到真鐵的奪走並且附身，引起靈魂的提早覺醒，在山之比古神的協助下重新復活。
對於要面對因她之故深受折磨的昌浩與紅蓮深感畏怯，但仍向小怪道歉，知道紅蓮保持小怪的姿態與她對話是最大的容忍，對此決意要盡她所能回應紅蓮給予的寬容。
玉依篇中，為了向脩子賠罪而回到京城，並化名「雲居」，以侍女的身分陪著脩子前往伊勢。
在騰蛇恢復記憶後有分別跟騰蛇以及昌浩正式道歉。(風音後來跟六合說過其實騰蛇是強迫自己原諒她，實則騰蛇是無法原諒風音所做的一切。)
不遺餘力的幫助昌浩，在珂神篇時甚至自己成為替身，代替昌浩承受天狐之火的焚燒，並代替晴明與昌浩守護彰子，為她鎮壓詛咒。
非常擔心破戒的紅蓮與六合，因這兩人殺害過人類，遲早有一天會墮成魔。
由於貴為道反大神的女兒，其血擁有封鎖與開啟黃泉裂隙的能力，在道敷篇時甚至被設計身受重傷，因為她的血可以使死者留在人世上。
與勾陣一起察覺到件不是自然產生的妖怪，而是有人刻意製造出來的式神，以說出的虛假預言來扭曲擁有力量之人的命運。
道反巫女（聲：森澤芙美）
風音的母親，道反大神的妻子，相貌優雅美麗，榎岦齋曾被其吸引。
守護黃泉的封印，卻被智鋪的宮司綁架並封印。在風音篇的結尾醒了過來。
將封印有風音靈魂的勾玉交給了六合保管，珂神篇中拜託晴明阻止八岐大蛇的復活。
因昌浩臨時起意要去道返聖域拜訪、感謝巫女製作御統給他壓制天狐之血與恢復見鬼之力，委託昌號前去追緝侵犯聖域的犯人，結果因此導致昌浩身受致命重傷，對此一直感到自責，直到昌浩被天一與白虎安然帶回才終於放下心來。
明白女兒的選擇，所以不遺餘力的協助風音，在昌浩的天狐之血的力量越加強大時，以自己和風音的頭髮搓成絲線製作道反御統給昌浩恢復見鬼之力，並鎮壓天狐之血。
嵬（聲：竹内順子）
道反的式神（守護妖）之一，其實是專屬風音的守護妖，與風音同時出生，烏鴉的外貌，會說人話。
在五十年前接受巫女的請求照顧風音，但卻被智鋪的宮司封印其能力，直到被六合斬去被智鋪的宮司所植入的另一顆頭後，才告訴風音她其實是被智鋪的宮司利用。
後為了救風音而死。在珂神篇中被道反大神復活後立刻飛到京都尋找擁有風音靈魂寄宿之勾玉的六合卻意外被昌浩所救。和其他的守護妖一樣很討厭六合。
目前與風音一起保護脩子，人在伊勢時擔任彰子與昌浩的信使，由於是風音的專屬守護妖所以能理解天狗的心情。
守護妖
大蜈蚣（聲：平井啓二）、大蜘蛛（聲：福原耕平）、大蜥蜴（聲：大須賀純）
守護妖們是道反大神在娶了巫女為妻後創造出來的。它們守護著巫女和繼承了巫女血脈之人，以及由巫女治理的這片聖域，五十年前巫女失蹤之後，大蜥蜴代替巫女看守封印，大蜘蛛與大蜈蚣就努力尋找巫女的下落。
在窮奇篇中被雜鬼們稱為是專門獵取異邦的妖怪們的妖怪。
在風音篇中大蜘蛛與大蜈蚣更不時出現在昌浩面前作出警告。而為了封閉被風音打開的黃泉瘴穴大蜘蛛用自己的身體保護封印而犧牲了性命，到了珂神篇中由道反大神將它再度復活。三隻守護妖們都有真名。但是，由於那是道反大神賜予的名字，平時不太讓人稱呼(尤其是六合)。
不過因為強硬求娶風音的比古神之故，對六合有點改觀，但是只有一點點而已(只是從「不知道從哪冒出來的不明男子，升級至勉強合格」而已)。
因為堵在隧道之前討論，想出去找風音的勾陣對此深感不耐，很認真的考慮是否要用神氣把他們炸飛，不過幸好受紅蓮與天空之託的天一及時趕到，阻止了勾陣。
大蜘蛛有偷偷告訴風音自己的本名‧巖，並允許她呼喚。
道反大神
守護人間與黃泉封印的神，是風音的父親，其本體是千引磐。化身為人類的道反大神以人類的年齡來看，只有二十多歲的樣子。與高龗神是姊弟，為大神伊奘諾尊（伊邪那岐命）阻止亡妻時用來隔離黃泉與人界時用的巨石。道反大神便是鎮守在聖域最深處的巨大磐石。他是切斷黃泉通向人間的道路，防止黃泉侵濁人間的唯一屏障。道反大神和高龗神不同，因為肩負著坐鎮關口抵禦黃泉軍隊攻勢的重任，所以無法長時間以人類的姿態出現在人間。因此平時就由道反巫女成為大神的眼睛、耳朵和嘴巴。
而道反巫女除了是大神的代言者以及聖域的主人外，同時也是深愛的妻子。對於六合，則抱著被那個不知道從哪裡冒出來的男人搶走寶貝女兒的父親的心情，雖然依照女兒的意願將她送到六合的身邊，但是每當六合出現在道反時，仍會不時射出令人心寒的目光。
因為封印女兒靈魂的勾玉在六合身上，所以經常指名六合擔任使者。

## 各篇登場角色

### 窮奇篇
窮奇（聲：若本規夫、台灣：李香生）
異邦的大妖怪。和九尾狐的戰鬥敗北，與部下一起逃往日本。出自山海經的海內北經，狀似牛，有像刺蝟的毛，會變幻為虎，還擁有大鷲翅膀的妖怪。銀色雙眸，如同冰刃，食人。
藤原圭子（聲：伊藤静、台灣：錢欣郁）
藤原家的遠親。出現在動畫第七集、小說第二集，因未婚夫變心，圭子大受打擊而生靈被鶚與鵔所控制，每天丑時會在貴船的樹上釘釘子，並擄走彰子跟異幫的妖魔交換，以達成自己的願望（希望未婚夫能重返她身邊）。在昌浩解除貴船的封印後，由晴明淨化她的生靈。
窮奇的部下們
鶚（聲：望月健一、台灣：黃天佑）
狀似大雕，身上有著黑色條紋，白色頸子，紅色鳥喙，腳上有著虎爪，聲音如鳩。
鵔（聲：小伏伸之、台灣：曹冀魯）
狀似大鳶，有雙紅色大腳和長長的鳥喙，全身黃色條紋，頸部以上是白色，聲音如鵠。它們以前都是神仙，但是犯了罪，遭到天帝懲罰，因此懷恨在心，變成可怕的妖怪。
土螻
四角的羊形妖怪。在巨椋池與其他異邦妖怪對昌浩進行總攻擊，被紅蓮與六合所消滅了。
獓咽（聲：福原耕平）
形體如牛，白身四角，亂毛猶如蓑衣膨脹開來，在夜間襲擊昌浩，被騰蛇的業火燒到還不會死。
蠻蠻（聲：伊丸岡篤）
在昌浩夢中窺伺彰子的妖怪；在昌浩尋找京都小妖時，趁機攻擊雜妖卻被昌浩擊退。形体为鼠之身，鳖之首，声如狗吠。
舉父
猿形的異邦妖怪，有着花纹的臂膀，和豹子的尾巴。在西京廢園中，操控被窮奇吃掉的死屍，作為窮奇的分身攻擊昌浩。

### 風音篇
榎岦齋（聲：諏訪部順一、台灣：李香生）
最開始在「風音篇」登場，在「玉依篇」中再度以開導昌浩的目的登場，並自稱「偉大的陰陽師」。
四國出身。晴明在陰陽寮最好的朋友，五十年前與晴明去出雲，卻愛上了道反巫女。受到智鋪宮司的蠱惑而企圖帶著巫女離開道反，而巫女的離開雀使得黃泉封印被解開，榎岦齋被惡鬼所利用，本想殺晴明的，但因紅蓮的出現，卻把缚魂術施在紅蓮身上，誤傷晴明。當紅蓮知道自己誤傷了晴明卻錯手殺了岦齋。岦齋在臨死前被遭到晴明殺害智鋪的宮司的附身，此後岦齋的身體遭到智鋪的宮司所利用進行他的計劃，他的靈魂直到六合所殺了智鋪的宮司才得到解脫。
後來為了贖罪，協助冥官，在玉依篇時協助昌浩察覺到他的心之傷，並訝異於昌浩竟然已經快走到淪為鬼的極限，之後也不遺餘力的協助昌浩，自稱自己是偉大的陰陽師。
十分關照脩子內親王，在脩子因為母親的去世大受打擊，差點落入黃泉時，開導脩子，並將脩子帶回現世。
在脩子差點被當成獻祭鎮壓日靈子的祭品時出手鎮壓安撫失控的神明，後將脩子交給追上來的風音，自知音自身之故導致風音被迫背負重罪，所以對風音懷有很深的歉意。
是自古以來守護〝門〞的四榊中的榎之一族，被件預言其命運，為了擺脫件的預言而來到京城。
在昌浩與晴明於夢境之中的邊境之海邊，偷聽兩人的談話，因晴明的毒舌大受打擊，話雖如此，因為自知自己嚴重傷害晴明與紅蓮，所以雖然敢見昌浩卻不敢見晴明。
道敷篇中，道返信徒操縱死氣，奪取魂蟲，都是為了尋找笠齋藏起來的門。
智鋪的宮司（聲：中尾隆聖、台灣：吳文民）
真實姓名不詳的男子，在出雲的築陽村建立智鋪神社，自任為神社的宮司，崇拜智鋪地神（黃泉之神）。因為能行神蹟將死者復活得到了鄉民們幾乎盲目的狂熱信奉。為了打開黃泉的封印，利用榎岦齋及風音，並將道反巫女封印，身為宗主的他並沒有真正的軀體，在進攻道反聖域時是附身在一位高僧身上但當時被晴明所打倒，因此這五十年來一直附身在榎岦齋的屍體上，最後被憤怒的六合所殺。
後來又再次附身在真鐵的身上，被昌浩所殺。
穗積諸尚（聲：飯島肇）
被風音以蛇血作反魂術所招喚的怨靈。因為受到行成的祖父的陷害而被貶到太宰府，因此對行成深感怨恨。之後附身到為行成除魔的敏次身上，並偷取詛咒之玉以詛咒行成，最後昌浩用彰子給他做宵夜的桃子乾（桃子能驅魔避邪）降伏他。
防人（聲：中博史）
真實姓名不詳。但因受到風音召喚穂積諸尚的返魂術波及而回到現世的靈魂。
防人為平安時代防守疆土的官名，因為在防人的任期即將結束前死亡而無法回鄉，因此對於回家成為其執念。因為被高靇神指點尋找能送他回家的昌浩時，而被異化的百鬼夜行所盯上，且附身在昌浩的身上。最後靠著昌浩的送魂術終於能與家人重逢並得到淨化。
百鬼夜行
受到黃泉之風影響所產生變異的妖怪。會吸取生者的靈力與生命。外表像山椒魚並有像果涷一般的外皮，使得昌浩的法術與紅蓮的火焰無法對它造成傷害。
屍鬼
在風音使用縛魂術時鑽入紅蓮身體內的黃泉之鬼。屍鬼討厭生者靈魂的光芒，喜歡玩弄並殺死生者之魂。曾使昌浩受到瀕死的重傷，並打算用紅蓮的血來破解千引磐的封印，最後被昌浩使用弑神之炎打倒。
黃泉之鬼
智鋪的宮司為了和晴明與神將們戰鬥所召換出來的鬼。最後被因為風音之死而發出激烈神氣的六合與晴明的驅魔術所消滅。

### 天狐篇
晶霞（聲：矢島晶子）
外表為十七、八歲的銀髮少女，有著美麗的灰藍色的眼睛，是天狐族中擁有最強力量的人。
當初被一直相信的弟弟凌壽背叛，導致九尾入侵與全族的滅亡，被九尾弄傷後靠著父母的犧牲奪回被挖出來的天珠。
渡海逃到日本後，被晴明的父親所救，由於被發現時是在葛葉之下，因此晴明的父親稱她為「葛葉」，之後生下了晴明，但在晴明幼時便離開他。為了替被凌壽所滅的一族報仇，因此一直在等待力量復原的第九百九十九個滿月。完成心願後，因為明白只要自己還活著九尾就會不斷派新的刺客前來，於是將自己的天珠（等同於生命）給了晴明續命。與貴船的高龗神——高淤美加神感情很好，是很要好的朋友。死前聽到晴明稱其為母親而感到欣慰，最後化為粉塵消散，不留半點痕跡。
凌壽（聲：檜山修之）
為天狐族中稀有的黑天狐，是晶霞的弟弟，烏鴉般的黑色亂髮下有對灰色眼眸與屍蠟般的嘴唇。
對於天狐族平淡的生活感到厭煩，因而幫助九尾搶奪晶霞的天珠和消滅了全天狐族，最後被晶霞所殺。
他很喜歡晶霞專注時的眼神，因此希望晶霞能只注視他一人，而向九尾要求晶霞的頭顱做為搶回晶霞天珠的代價。晶霞擊敗他後，將他的天珠交給昌浩救了章子。
丞按（聲：立木文彥）
外貌似僧侶，原似乎是西方民族來到平安都，供奉羅剎的一族，原本替藤原道長的父親解決政敵，結果只是稍晚一點解決而已，全族被其所滅，看著全族被滅的丞按，要向藤原一族報仇，所以利用了進入天皇後宮當中宮的章子，對她下詛咒。最後在與勾陣及凌壽打鬥時，被凌壽所殺。
傲狼（聲：齊藤隆史）
在真紅之空卷中能夠破壞人心的妖怪，以消除人們記憶，引起爭鬥爲樂的異國的妖異，可以操縱妖獸。
身軀和窮奇一樣巨大，全身都蓋滿二尺以上的黑灰色長毛，有著一張酷似人類的臉。不過它的嘴部異常突出，甚至能夠清楚地看到裏面鋒利的牙齒。
數百年前被天狐晶霞所打敗而被封印在出雲國的山代鄉，數月前被凌壽所釋放作為引誘晶霞的餌，沒想到卻被昌浩及紅蓮所擊敗，終為天狐晶霞消滅。
羅剎
羅剎鳥是大陸的妖怪，喙很大，全身黑色，翼展大约三丈，腿像枯樹一樣细——和仙鹤差不多但腹部卻異樣地膨脹。擁有變身能力，喜食人類的眼球，在襲擊人類的時候首先都要用它的尖嘴把人類的眼球啄掉。依靠食用生物的內臟為生。平時會吐出小鳥來為自己辦事而大鳥自己則隱蔽起來。
數百年前被丞按的祖先帶來日本並作為守護神，平時將本體封印在用陶制的甕中，在丞按的族人遭道長的父親派來的殺手所滅亡後，丞按以自己的身體為代價，讓羅剎吃了章子，以對藤原一族進行復仇，只不過卻被凌壽的頭髪與血保護了章子（本身也是天狐的詛咒，並不是刻意要保護章子，只是讓昌浩增加解救的困難），使得最後計畫沒有成功。
野代重賴
在山代鄉為道長看守莊園的莊官。因為發生村民失憶及失蹤的事件，因此向京城的道長求援。

### 珂神篇
珂神比古
又稱祭祀王，那是繼承古老的血統,甚至可以追溯到神代的一族之長。信奉並祭祀著不能祭祀的神(大蛇)，接受他們的加護，自由地操縱他們的力量。由每一代的九流的族長繼任為珂神比古，繼任者沒有其餘名字，因為要是叫了其他名字，大蛇則會甦醒的不完全。
又被稱為八歧大蛇的第九個頭。
比古
15歲。九流一族的後繼者之一，為最新一任的珂神比古，而「瑩祇」才是他的真名，此名為他父母為了那個不可能成真的願望而取的。曾經在毫不知情的狀態下救過被真鐵所傷的昌浩。其實非常不願意八歧大蛇的降臨。見到茂由良被殺之際，曾經甦醒為殘忍的珂神比古。
道敷篇中再度登場，被四處追殺，直到逃到管生鄉才獲救，並告知下落不明的冰知的口信。
知道真鐵被附身，卻懷著那是真鐵的心願而不願下手，最後是昌浩親自動手，對此感到愧疚。
多由良
真赭的孩子，妖狼族，與茂由良為雙生兄弟，毛為灰黑色，一切結束時與瑩祇比古一同活了下來。
茂由良
真赭的孩子，妖狼族，與多由良為雙生兄弟，毛為灰白色，性情溫和善良，喜歡和比古一起玩樂，最後是被冒牌真赭所命令的有真鐵樣貌的魑魅所殺。而其靈魂最後陪在真鐵身邊。
真鐵
在九流一族滅亡之時，最後跟瑩祇一起活下來的人。擁有強大力量，在瑩祇出生前，原本預定旁系的他作為珂神比古，後來在他８歲那年瑩祇誕生，因此轉為輔助，非常疼愛瑩祇。
因為曾經叫了珂神比古的真名，因此造成他擁有了最初始的真心，甦醒不全。被冒牌真赭以及八歧大蛇說他才是真正的珂神比古，明白瑩祇的痛苦，因此以生命封住了即將甦醒的八歧大蛇。
死後遭到附身，成為新的道敷宗主，最後被昌浩所殺。
真赭
茂由良與多由良的母親，妖狼一族，毛為紅色，是隻母狼。在十四年前與真鐵一同為族人埋葬時就死了，十四年來被不明妖異附身，告訴真鐵他們錯誤的祭神法（自從一族滅絕之後，祭祀的流程以及供品，都全部反了。一直以来做的，全都是顛倒了順序的），害真鐵和珂神這十四年来一直祭祀的，和九流族祭祀的是不同的靈魂，造成並非是原本九流一族供俸的八歧大蛇降臨，一直以來不知不覺之間所祭祀的，其實是作為怪物的大蛇。而且為了使大蛇早日降臨還用魑魅做成真鐵的樣子殺了茂由良。最後被真鐵殺掉。
山的比古神
比古是比古神的簡稱。比古神就是指男神。在出雲則是指偶爾出現在出雲山中的無名之神，和其祭祀者們。是和天津神系統完全不同的國津神。有許多神因此被埋沒在了時間洪流裡，沒有出現在流傳的神話中。祭祀那些神的人們也從表面的舞臺上消失，悄悄的隱存下來，他們隱藏了真正的名字。比古既是神之名，同時也是種族的稱呼，更是單獨的名字。
八歧大蛇
祭奉牠的九流一族在牠尚未完全復活前稱之為荒魂（四魂中，奇魂、和魂、幸魂、荒魂中的荒魂）。
在非常遙遠的過去（神的時代）曾被別的天津神給打倒，因此懷恨在心。血液非常的毒，擁有紅色的眼睛，八顆頭八條尾巴，其第八顆頭上的鱗片被砍下來埋藏在道反聖域，道反聖域也因此遭到真鐵等人的破壞。完全復活需要純潔處女的血，因此風音一開始被祭奉的血不過是甦醒，而八歧大蛇要求用彰子來作為祭品，以讓牠真正留在世上。
九流一族
供奉八歧大蛇的族群，想掌控中央，一族之長則為珂神比古，在八歧大蛇降臨之際，由此人為之操控。與妖狼族為一夥，妖狼族為輔助。幾十年前因為近親通婚產下後代而造成全族滅亡。

### 玉依篇
白衣女子
夜晚出現在宮殿裡的不明女子，穿著像十二神將，但有種奇怪的氣息，並非靈氣或妖氣。一襲緊身的無袖衣服，藍色的碎玉墜飾在額頭，兩腕戴著銀色的鐲子。
不斷警告昌浩等人不要插手脩子的事。擁有強大的力量，操控水，就連風音的法術都能輕易破解，似乎潛入過供奉八咫鏡的溫明殿聖地。可以消失於水中。是阿曇的真身。
阿曇
身分來歷皆不明的侍女，因為散發出陰森的氣息讓脩子還有風音都感到不舒服，也是讓脩子感到恐懼的人物。戰鬥能力與身為道反大神之女的風音不相上下。其實真正身份是天御中主神的式神，和十二神將同為神族的眷屬。
齋
在侍奉天御中主神的海津見宮中任物忌一職的十歲少女，擁有強大的靈力，但因無法代替玉依姬聽取神意參與神事，而被度會一族認為是無能的存在，磯邊守直是他的父親，而玉依姬是他的母親，但玉依姬也似乎因為她而導致力量減弱。
事實上是因為不相信自己以及不斷被度會一族詛咒而導致力量封閉。最後聽從附身在脩子身上的天照大御神的神諭，接替死去的玉依姬成為神的容器。
其名「齋」真正的含意是「無罪的光芒之子」。
益荒
伴在齋身邊的男子。外表粗獷，能操控水，戰鬥能力與紅蓮不相上下，與阿曇一樣是天御中主神的式神，和十二神將同為神族的眷屬。
玉依姬
從神世時代起就捨棄人類的身份，在侍奉天御中主神的海津見宮中，以玉石作爲言靈憑依擔任向神祈禱、聽取神音、傳遞神意的的巫女。是齋的母親，但近年似乎力量下降中。
事實上是因為自己放棄身為神的容器的身分力量才會下降，也遺忘齋出生以後的事，最後為了保護齋背部被龍爪劃過失血過多，還來不及變回人類便死去，去世時是在自己的戀人懷中死去，並笑著告知她的主人給了她一個她與守直之間的女兒。
因為向侍奉的主神許願希望能體驗一次人類的戀愛，導致一切的起因，話雖如此，仍衷心期盼度會一族能體會到天之御中柱主神的苦心，可惜沒有實現。
度會禎壬
海津島上侍奉玉依姬的度會一族的長老，並且擔任海津見宮的大神官。
瞭解齋的來歷，認為她的存在就是罪惡。
在一切真相全曝光之後，才明白自己一族因為誤解與自以為是而招致災厄，而非因為齋的出生。
度會潮彌
海津島上侍奉玉依姬的度會一族的下任長老，是海津見宮中最年輕的神官，對齋抱有強烈的敵意，和度會重則同為禎壬的侄子。
度會重則
海津島上侍奉玉依姬的度會一族的一員，和度會潮彌同為禎壬的侄子，並且是度會暗殺兵團－虛空眾的首領。
磯邊守直
伊勢齋宮寮的任官，年紀與成親差不多，前來京城傳達天照大神的神諭，希望內親王脩子能前往伊勢擔任神的憑依，是伊勢磯邊一族的一員，熟知伊勢的黑歷史與天御中主神的事情，跟玉依姬相識後生下齋。
大中臣春清
伊勢的神宮祭主神祇大副大中臣永賴大人的部下，任職神祇少佑；因為身為祭主的永賴身患重病；因此前來請晴明到伊勢主持神宮將舉行的遷宮儀式（將神體從舊正殿遷往新正殿的儀式）。
恭子公主
伊勢神宮第39代齋王，一條天皇的堂妹，因為齋王近日來體弱多病，經常臥病在床，令神宮上下十分擔憂，天照大神下神詔於身上後昏迷不醒，因此神祇少佑大中臣春清希望安倍晴明能夠盡速和脩子內親王與彰子前往伊勢。
實為日靈子因為遭受汙穢之苦而重病，但是在風音等人的行動下得以康復。

### 颯峰篇
颶嵐
愛宕天狗族之首領，外貌約為人類年齡40歲左右，信崇猿田彦大神(國津神)。其實力與紅蓮不相上下。後被妖魔囚禁並失去右眼。
本人對能與盛怒中的自己打平手的紅蓮深感興趣，不過因其族人之故，沒辦法好好地跟紅蓮談談。
給了安倍一族一枝笛子，並許諾如安倍一族有需要就吹響笛子，天狗一族必不遺餘力的協助。
疾風
愛宕天狗族首領之獨子，無飛行能力。
受詛咒而導致翅膀壞死，其失蹤是飄舞為了保護他造成的。
掛心救了他，且細心照顧他的實經。
颯峰
疾風公子的守護者之一，外貌約為人類年齡20歲左右。飄舞的徒弟，在劍術上從未贏過飄舞。
對昌浩一直有複雜的認知，後來才察覺到昌浩即使背負天狗們的誤會與憎恨仍救了他們，而轉為認同他們。
親手殺了操縱飄舞的邪魔，但知道那是殘存的飄舞意識製造出的機會，後來在飄舞的墓前留下自己的面具，並在之後戴著飄舞的面具。
飄舞
疾風公子守護人之一，外貌約為人類年齡30歲左右，慣用右手。實為外道法師強暴天狗少女後所生，因此體內住著一隻妖魔(也可說是外道法師的分身)，最後靠自己的意志力自戕，使妖魔重傷，但也因此之故，自己被妖魔囚禁，只能任憑擺布。
其悲傷的身世讓他沉默寡言，在被選為疾風的護衛時盡心盡力的看守著，並嚴厲指導颯峰。
直到最後仍在守護著疾風與颯峰。
伊吹
愛宕天狗族中最強的天狗，獨臂，目前已隱退，無子嗣。其實是因為妻兒被外道法師吃了。
被委任為疾風的監護人，三番兩次地破壞安倍家因此造成轟動，為了賠罪動員了族中最好的天狗木匠修復安倍家。
後拖著受詛咒的身體帶著疾風送去囚禁小怪與勾陣的牢房，並釋放勾陣。
天狗一族中保持中立的人，對神將不帶任何偏見，話雖如此仍有意無意地透露出自己的實力。
實經
藤原行成之子，曾救過一隻垂死的烏鴉。
外道法師
苦行者，迷失被發現在天狗山中，被天狗一族視為嘉賓授之外道法術，卻背叛了天狗一族，吃了許多天狗族的人。
在休養其間更是來者不拘，因此進化成無法言諭的噁心怪物。
後被解放自身全部力量且因小怪的犧牲而被徹底惹火的勾陣洩憤般的殺掉。
妖魔
居住在飄舞體內的魔怪，慣用左手，當他出現時飄舞的眼睛會變成青綠色。後死於颯峰之手。

### 竹籠眼篇
小野螢
篁破幻草子中小野篁的子孫，被件預言是以後的首領。
名字的由來是出生時全身裹著淡淡的螢光，這是天生帶有強大靈力的證明，所以一出生就被確立為下任首領，同時也是昌浩的未婚妻。
由於陰陽師可以削減自己的生命來換取力量，因哥哥時守之故所以力量更加的強大，但是本就虛弱的身體就更加的虛弱。
被昌浩救下後，對長老告知要與昌浩解除婚約，並以時守的遺腹子為下任首領，而她在這孩子長大前會擔任監護人與代守領。
藤原伊周
皇后定子的兄長，曾跟晴明要護身符。
因冰知之故，誤導了天皇認定昌浩就是咒殺皇后定子的兇手。
藤原公任
従三位少納言，曾跟晴明要護身符。
在找上昌浩時想拜託他跟晴明討要護身符時，被疫鬼殺傷，昌浩因此被誣陷為殺傷他的兇手。
在養傷期間恍惚著，終於記起刺傷他的人不是昌浩，而是疫鬼，抱傷趕去覲見天皇，說明真相。
夕霧
小野螢的現影，在過去與小野時守有許多爭執，後來殺死小野時守。
小野時守
小野螢的兄長，小野篁的子孫，為了想當首領，多次想害死小野螢，卻被夕霧阻止並遭殺害。
其實是受件的預言所擺布，最後一擊是件預言了螢會殺死他的孩子，導致他企圖殺害螢。
後來因冰知的供奉而成為神。
詛咒成親、對吉平下毒，和將昌浩陷害為詛咒皇后的幕後黑手。
最後被昌浩淨化。
氷知
小野時守的現影。
為了避免小野時守變成怨靈而將它作為神供奉，卻也使得小野時守變成惡神。
詛咒成親、對吉平下毒，和將昌浩陷害為詛咒皇后的幫兇。
封鎖全京城，企圖阻止昌浩與螢的逃脫，卻沒想到全京城的小妖們組成壯觀的百鬼夜行，以自身的妖氣掩飾他們的靈氣與神將的神氣，讓他們成功脫逃。
事敗後企圖自殺，被螢阻止，下令要他成為時守的遺腹子的現影，以此作為懲罰。
安倍益材
晴明的父親。個性極度固執，當初表示自己想娶天狐晶霞為妻時，被小野家的人反對，並遭到囚禁且斷絕食物來源，卻展現出寧願死亡也不願娶晶霞以外的女子，即將餓死前被晶霞救出。
最後小野一族在沒有辦法說服他，同時因見識天狐晶霞那通天之力而渴望其力量的情況下，以「最後要在小野家留下天狐血脈」作為交換，同意他與晶霞的婚事。

### 尸櫻篇
咲光映：為尸櫻的祭品，其實已經死亡，屍為了他而犧牲了整作村莊的村民，當替代咲光映的村民一個一個被尸櫻吞噬，終於只剩下了咲光映和屍以及充滿陰氣的尸櫻。
屍（音哉）：逆天而行，為了不讓咲光映成為祭品，他做出了許多事。
京城的植物依舊枯萎，昌浩來到了尸櫻的世界，咲光映在這個一再重複的世界中，不斷的死亡，復活，死亡，復活，每一次重新開始都會忘記一切，但屍卻記得全部，他發誓要永遠保護咲光映，而這一次，咲光映卻回憶了起來，當昌浩發現咲光映已經死亡時，晴明也將自己作為祭品，獻給尸櫻，使陰氣不再擴散，孫子和大陰陽師的對決，神將之間的抉擇，屍卻親手將咲光映殺死……，屍請昌浩殺了他，因為他不能活在沒有咲光映的世界，解決完尸櫻事件後，眾人借著風音開出的道路回到京都，但神將們耗盡神力，被昌浩搶救回來的晴明也昏迷不醒……

### 外傳：歸天之翼
越影（聲：水島大宙）
天馬族中黑色的天馬。一般天馬都是白色，只有他比較特別，被視為招來不祥的天馬。對於翻羽和踰輝的父親為了保護自己和翻羽而死感到內疚，與踰輝相愛。和翻羽從遙遠的西方來平安都找被岭奇帶走的踰輝。
翻羽（聲：岸尾大輔）
踰輝的哥哥，和越影、踰輝三人是要好的青梅竹馬，疼愛妹妹踰輝。
踰輝（聲：小林沙苗）
翻羽的妹妹，其實早已被岭奇所殺，而她的靈魂附在彰子身上，是因為她靈魂的色彩和彰子很像。愛著越影。
岭奇（聲：若本規夫）
異邦的大妖怪，窮奇的弟弟。過去被窮奇所封印，因此窮奇死後尋找昌浩想要得到他的力量。
鳴蛇（聲：速水獎）
異邦的妖怪，岭奇的手下，為人卑鄙，抓了彰子來引誘昌浩，最後被勾陣所殺。

## 資料來源
- 少年陰陽師（小說及動畫）
- （日語）動畫官方網站 （页面存档备份，存于）
- （日語）結城光流官方網站『狹霧殿』 （页面存档备份，存于）
- （日語）廣播節目網站
- （繁體中文）皇冠中文版小說官方網站 （页面存档备份，存于）
- （繁體中文）木棉花動畫官方網站 （页面存档备份，存于）